# Supercúmulo de Shapley
El Supercúmulo de Shapley o Concentración de Shapley (SCl 124) es la más grande concentración de  galaxias en el universo cercano que forma una unidad interactiva gravitacional, por lo que las galaxias se atraen entre sí en lugar de expandirse con el universo. La concentración de galaxias luce como una sorprendente sobredensidad en la distribución de galaxias en la  Constelación de Centaurus. Se encuentra a 650 millones años luz de distancia. (z=0.046).

## Historia
A finales de 1920, Harlow Shapley y sus colegas en Harvard College Observatory comenzaron a buscar galaxias en el cielo del sur, usando placas fotográficas obtenidas del telescopio Bruce de 24 pulgadas que se localiza en Bloemfontein Sudáfrica. En 1932, Shapley reportó el descubrimiento de 76,000 galaxias con una brillantez más grande que la 18.ª magnitud aparente en una tercera parte del cielo del sur. La información recabada en estas observaciones fue publicada después como parte de la cuenta de galaxias de la Universidad de Harvard, programa que pretende hacer un mapa del oscurecimiento galáctico y de la densidad de las galaxias del espacio.
Shapley, al observar y estudiar la nube de Coma-Virgo (ahora conocida como una superposición del Supercúmulo de Coma y del Supercúmulo de Virgo), se encontró también con otra 'nube' que le pareció interesante en la constelación de Centaurus. A Shapley le pareció particularmente interesante esta nube por su gran dimensión linear, la numerosa población y su distintiva forma elongada. Hoy en día, a esta nube se le conoce como el corazón o el núcleo del Supercúmulo de Shapley. Además, Shapley definió la distancia de la Tierra a la nube como 14 veces la distancia existente de la Tierra al cúmulo de Virgo ya que sacó un diámetro promedio de ambas galaxias. Esto significa que el Supercúmulo de Shapley está a una distancia de 231 Mpc, basado en la estimación actual de la distancia de Virgo.
En años recientes, el Supercúmulo de Shapley fue redescubierto por Somak Raychaudhury, en una búsqueda de galaxias con las placas del UK Schmidt Telescope que estudian el cielo y también utilizando al Automated Plate Measuring Facility (APM) en la University of Cambridge, Inglaterra. En ese documento, el Supercúmulo fue nombrado en honor a Harlow Shapley, en reconocimiento por su investigación pionera de las galaxias en las cuales esta concentración fue vista por primera vez. Por la misma época, Roberto Scaramella y otros colaboradores notaron una concentración sobresaliente de cúmulos en el  Catálogo Abell de cúmulos de galaxias ellos lo llamaron la concentración Alpha .

## Intereses actuales
El Supercúmulo de Shapley yace en una dirección muy cercana, en la cual el Grupo Local de galaxias (incluyendo nuestra Galaxia) está en movimiento con respecto a la radiación de fondo de microondas que es el marco de referencia. Esto ha desencadenado especulaciones de que el Supercúmulo de Shapley tal vez sea una de las mayores causas por las que nuestra galaxia tiene un movimiento peculiar — el Gran Atractor puede ser otra razón — y por ello ha causado un gran interés.